# Olof Malmgren
Olof Patrik Malmgren, född 23 december 1922 i Stockholm, död 13 februari 2013, var en svensk arkitekt SAR.

## Liv och verk
Olof Malmgren var son till byråchef E.F. Malmgren och Maria Jacobsson. Efter studentexamen 1943 läste Malmgren vidare på Kungliga Tekniska högskolan (KTH), där han avlade arkitektexamen 1951. År 1952 blev han anställd hos arkitekt SAR Sture Frölén. Från 1958 drev han sin egen arkitektverksamhet och från 1961 var han innehavare av Malmgren & Ersahin Arkitektkontor AB. Han företog studieresa till USA. 1952 gifte han sig med Ingrid Palmgren.
Olof Malmgren ritade bland annat några hus och en kyrka i stadsdelen Alvik vid gränsen till Traneberg i Bromma. 1961 byggde KFUM det 16 våningar höga huset intill den nuvarande Alviks tunnelbanestation. Höghuset rymde ursprungligen studentlägenheter, numera är det hotell. En låg flygel byggdes för Västerleds församlingslokaler, Västerleds församlingshus, med motionshall och restaurang. Olof Malmgren ritade även Sankt Ansgars kyrka, som hör till anläggningen, och invigdes 1963.
På 1960-talet revs delar av de centrala kvarteren i Midsommarkransen för att lämna plats åt den stora byggnaden i Vårlöken 14, med lägenheter, kontor och butik, samtidigt som spårvägen byggdes om till tunnelbana och förlades under byggnaden. Anläggningen uppfördes 1963-1973 och ritades av Malmgren & Ersahin Arkitektkontor AB. Byggnaden har en särpräglad och närmast dragspelsliknande form som annonserar huset i stadsbilden och bidrar till de miljöskapande värdena. Huset är en välgestaltad representant för sin tids byggande, och har ur denna synvinkel både byggnadshistoriska och arkitektoniska värden.
Med byggår 1965 ritade Malmgren & Ersahin Arkitektkontor AB totalt 26 lägenheter på Övre Bergsvägen 7-29 i Midsommarkransen.

## Bilder

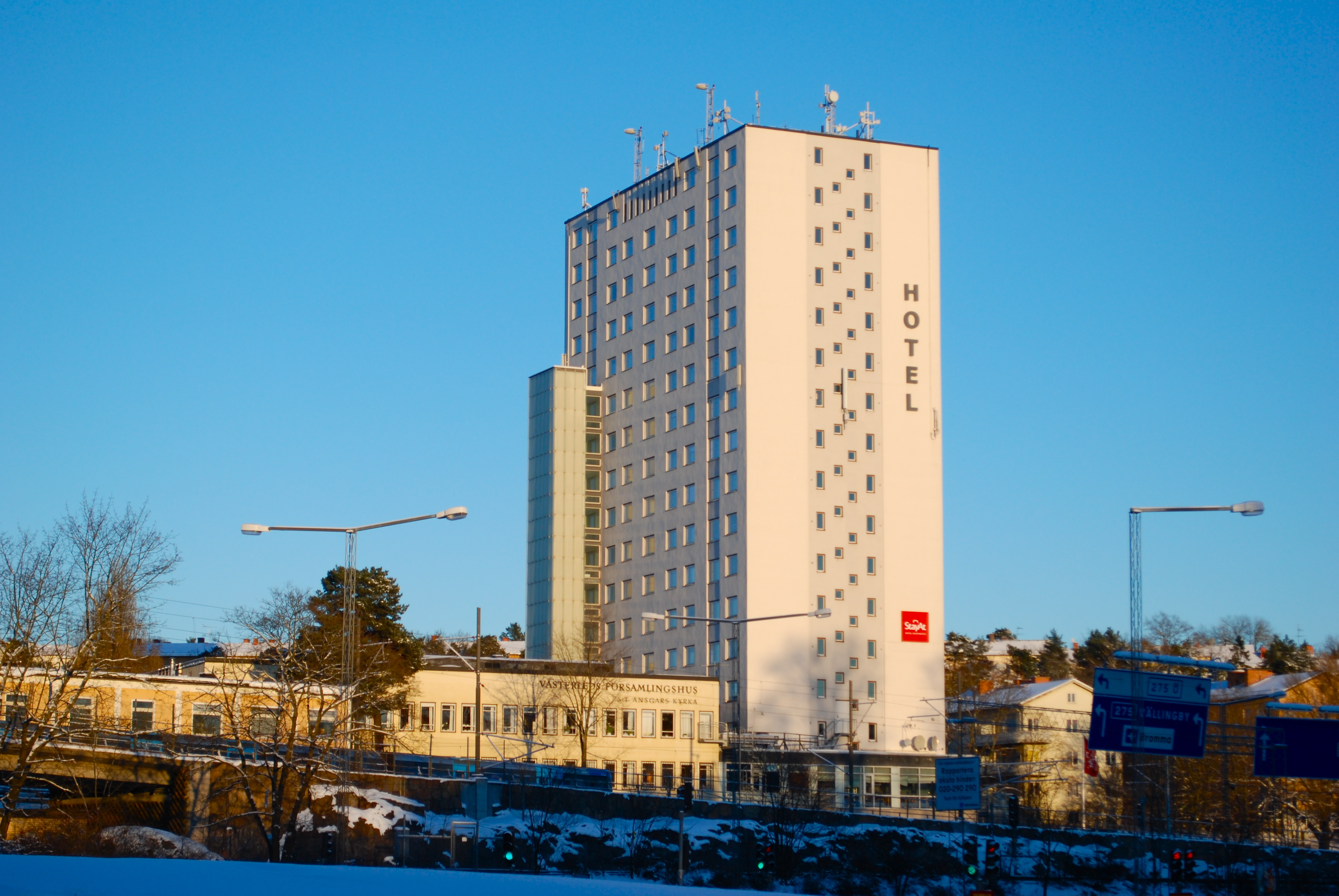
Höghuset i Alvik (1961), det 16 våningar höga huset, idag hotell, och intill höghuset ligger Västerleds församlingshus och där bakom Sankt Ansgars kyrka.
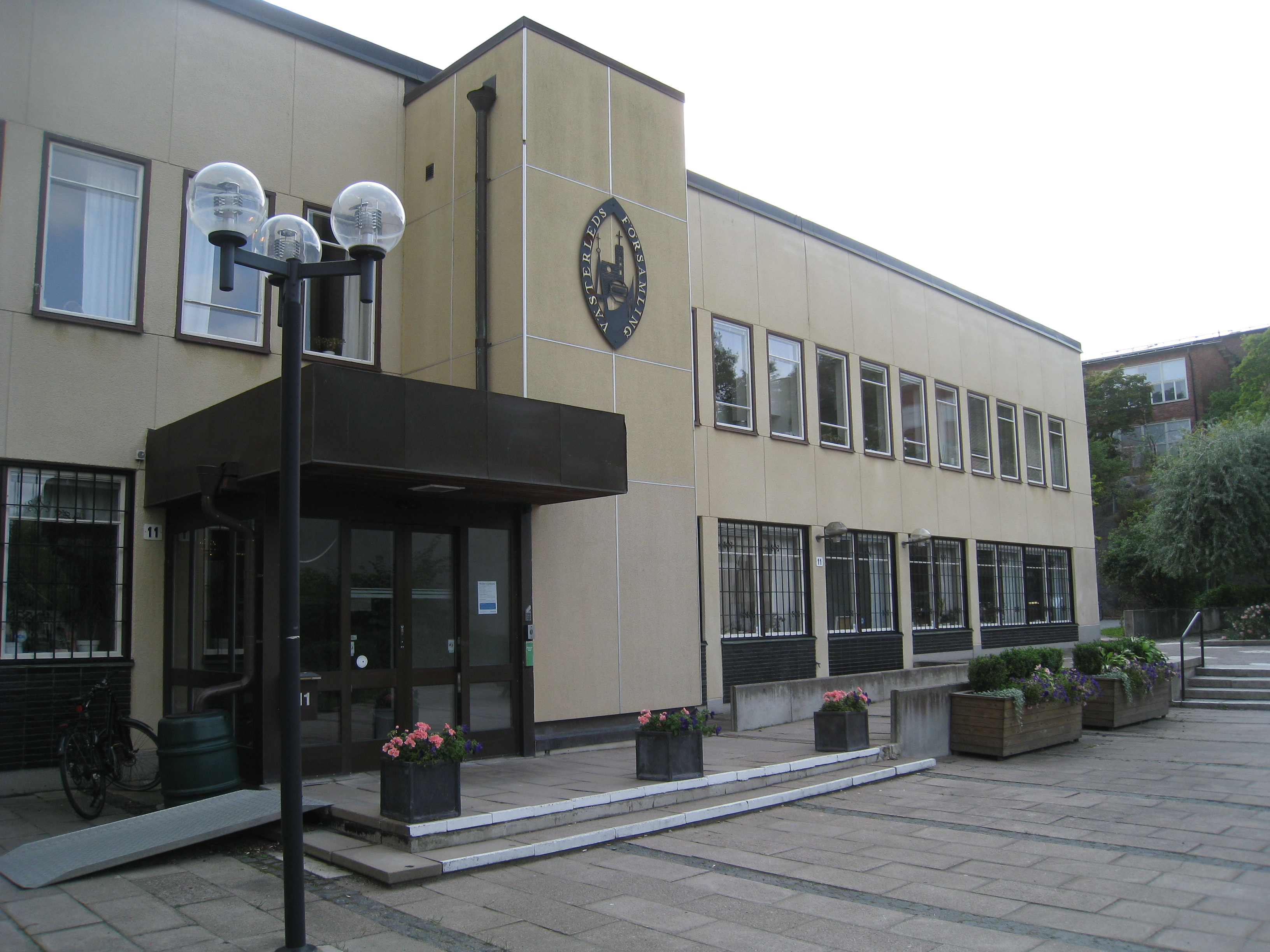
Västerleds församlingshus (1961) vid Vidängsvägen 11 i Alvik. Vy från Vidängsvägen.
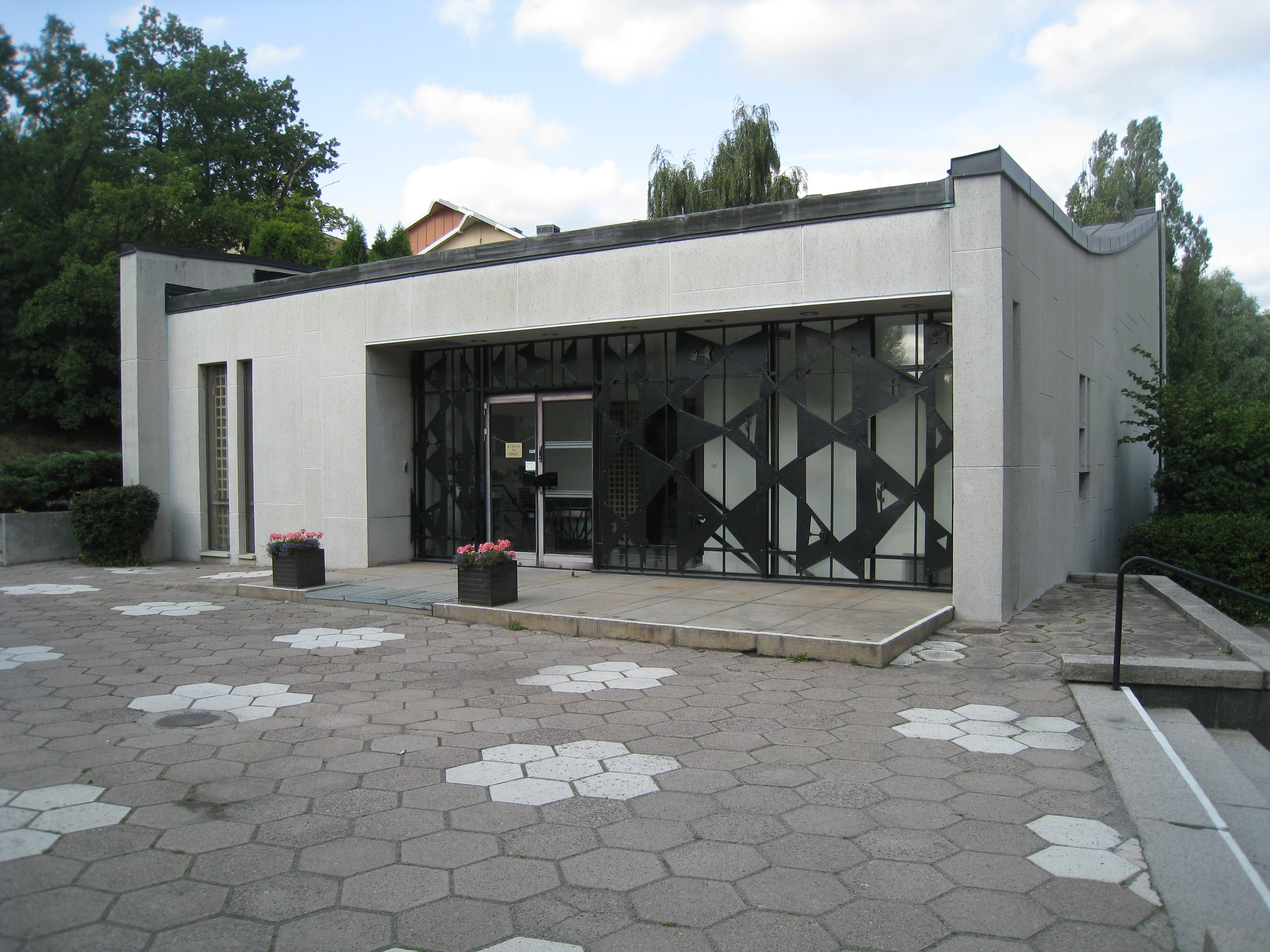
Sankt Ansgars kyrka (1963) i Alvik i Bromma. Entrégallret ritades av konstnären Berndt Helleberg.